# Alice Pashkus

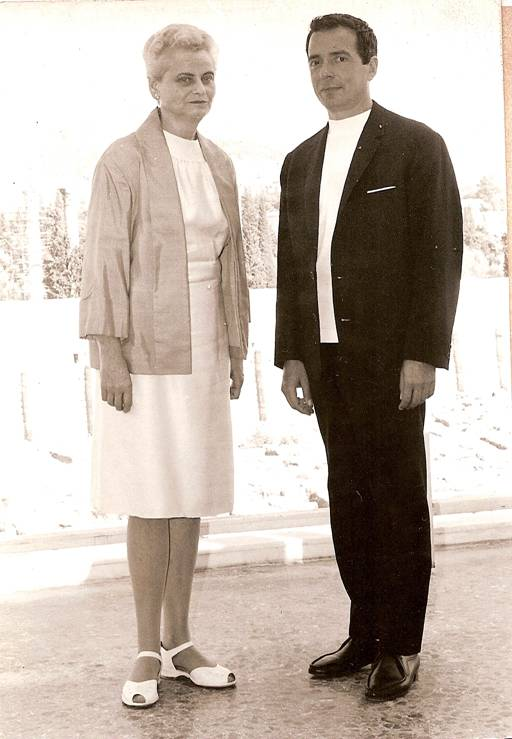
Alice Pashkus col pianista greco Yorgos Manessis

Alice Pashkus (21 febbraio 1911 – Vienna, 24 giugno 1972) è stata una pedagoga e musicista tedesca naturalizzata statunitense.

## Biografia
Alice Pashkus nacque il 21 febbraio 1911 in Germania.
Secondo Jon Verbalis, la Pashkus prese lezioni di pianoforte da Elie Robert Schmitz. Frequentò anche la facoltà di medicina. Nel 1935 si trasferì negli Stati Uniti e, dopo aver incontrato Theodore Pashkus si dedicò alla pedagogia strumentale soprattutto del violino e del pianoforte. Negli anni successivi continuò a insegnare alternativamente negli Stati Uniti (prevalentemente a New York), e in Europa (a Parigi, Vienna e Atene). Il suo lavoro più influente fu svolto in collaborazione con il marito. Ad una certa epoca, i Pashkus erano considerati insegnanti di violino di alto livello, ma dalle testimonianze non sempre i giudizi furono unanimemente positivi. Alice Pashkus collaborò anche con Jacques Thibaud. Nel 1952 Thibaud, docente presso l’Accademia Chigiana di Siena, assunse come assistenti Alice e Theodore Pashkus. Durante la loro carriera, i Pashkus furono consulenti di diversi concertisti e professionisti fra i quali si ricordano Ossy Renardy, Yehudi Menuhin, Ivry Gitlis, Michèle Auclair, Blanche Tarjus, Anna Bonomelli, Gilopez Kabayao, Franco Gulli ed Enzo Porta. Gli studenti di pianoforte di Alice Pashkus includono Jon Verbalis e Yorgos Manessis. 
Enzo Porta sintetizza alcune considerazioni di Gulli in merito al metodo Pashkus: 

### Revisioni in collaborazione con Theodore Pashkus
- Young Violinist’s Edition, New York, Remington Records, c. 1953-1956 [una serie di fascicoli con pezzi progressivi, revisionati, diteggiati e provvisti di esercizi preparatori, curati per la firma discografica Remington]